# Walenweeshuis

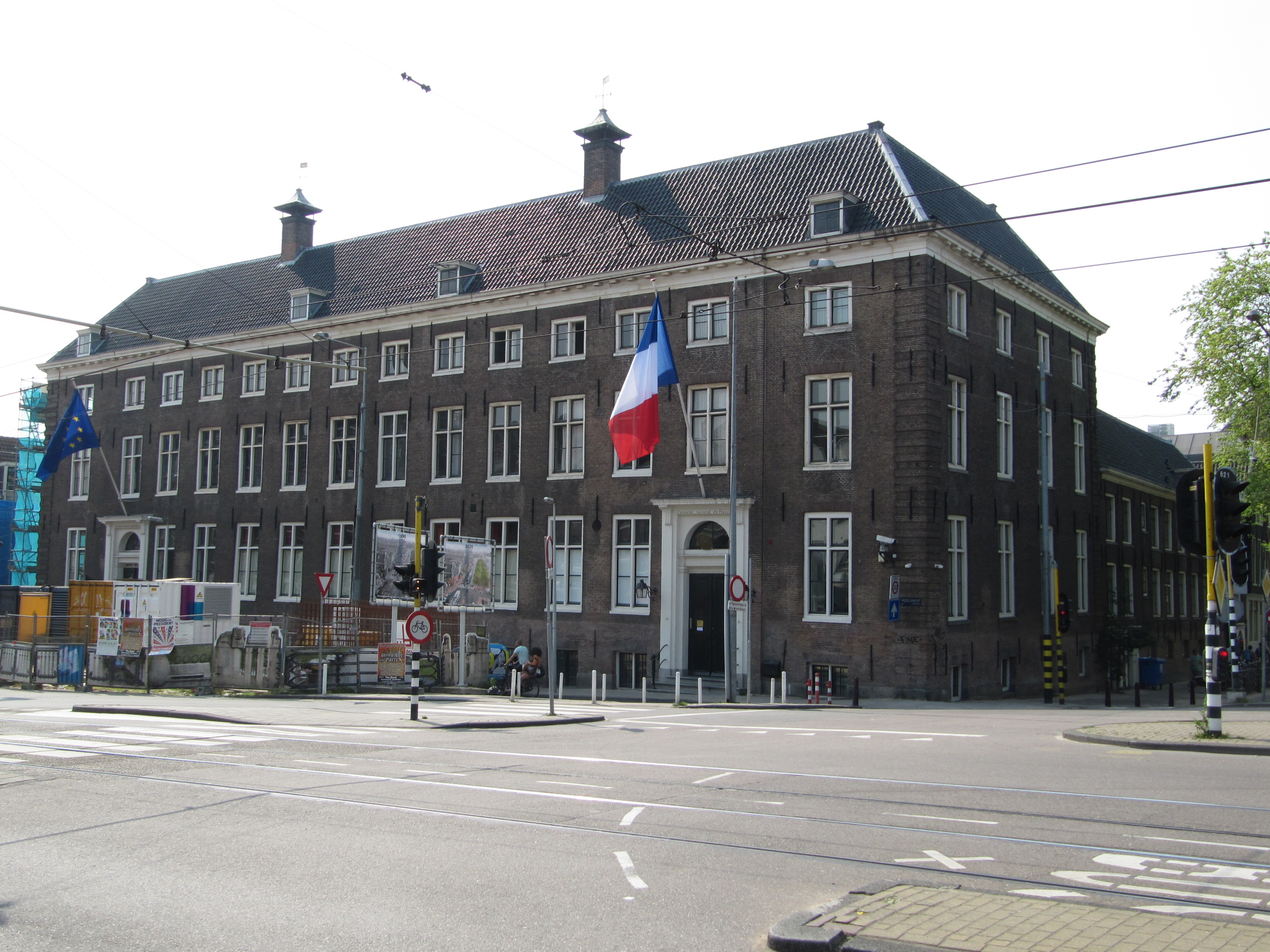
Walenweeshuis / Maison Descartes Amsterdam, Vijzelgracht 2A in 2011.

Het Walenweeshuis is een voormalig weeshuis aan de Vijzelgracht 2A, hoek Prinsengracht, in Amsterdam-Centrum. Hier werden Waalse kinderen ondergebracht die niet terecht konden in reguliere weeshuizen. In het gebouw waren strikt gescheiden afdelingen voor jongens en meisjes. Daarom waren er ook twee gescheiden ingangen aan de Vijzelgracht. Alleen de keuken werkte voor de beide afdelingen. Voorts was er een kapel en waren er verblijven voor toezichthoudsters en bediendes. 

## Geschiedenis
De Waalse gemeente van Amsterdam stichtte in 1631 een weeshuis in de Laurierstraat. Tussen 1669 en 1671 werd een nieuw groter Walenweeshuis (Hospice Wallon) aan de Vijzelgracht gebouwd. Het ontwerp was van Adriaan Dortsman (1636-1682).
In 1679, 1683 (en 1728) kwamen er nog twee zijvleugels bij voor een oudemannenafdeling aan de kant van de Prinsengracht en een oudevrouwenafdeling aan de kant van de Eerste Weteringdwarsstraat. In 1866 werd er aan de binnenplaats nog een school gebouwd.

### Maison Descartes
De Waalse gemeente gebruikte het gebouw tot 1967, waarna het werd verkocht aan Maison Descartes, voorheen Institut Français d’Amsterdam, sinds 2013 Institut français des Pays-Bas. Van 1971 tot 2016 waren het het Maison Descartes en het Consulaat van Frankrijk hier gevestigd. Het instituut verhuisde daarna naar elders.

### Verval en nieuwe bestemming
Sindsdien stond het gebouw jarenlang leeg en raakte langzamerhand in verval. In het voorjaar 2025 werden plannen bekend gemaakt om het gebouw te restaureren en een nieuwe openbare functie te geven.

## Afbeeldingen

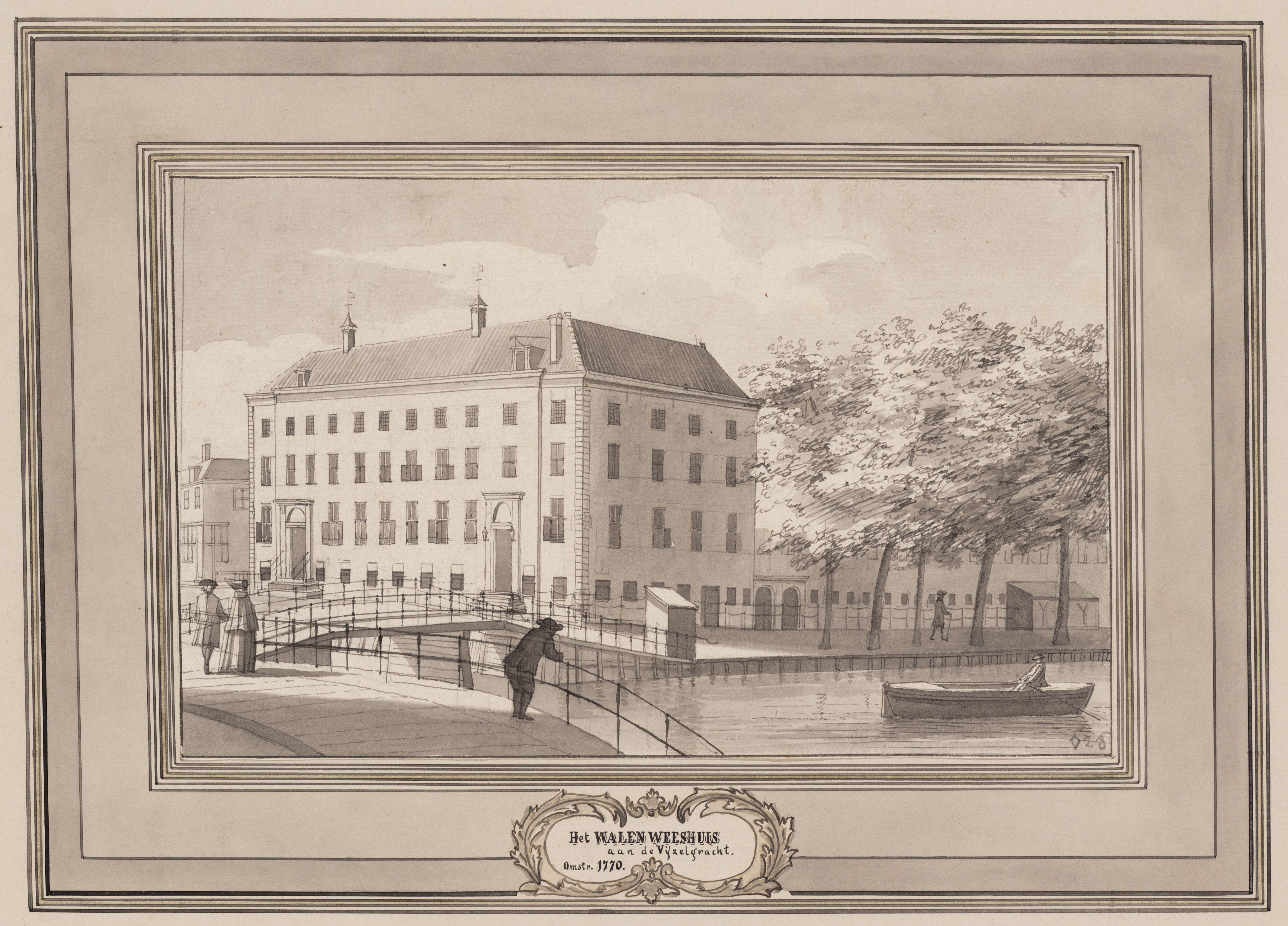
Vijzelgracht 2A, gezien vanaf de Vijzelstraat bij de brug over de Prinsengracht, tussen 1750 en 1800
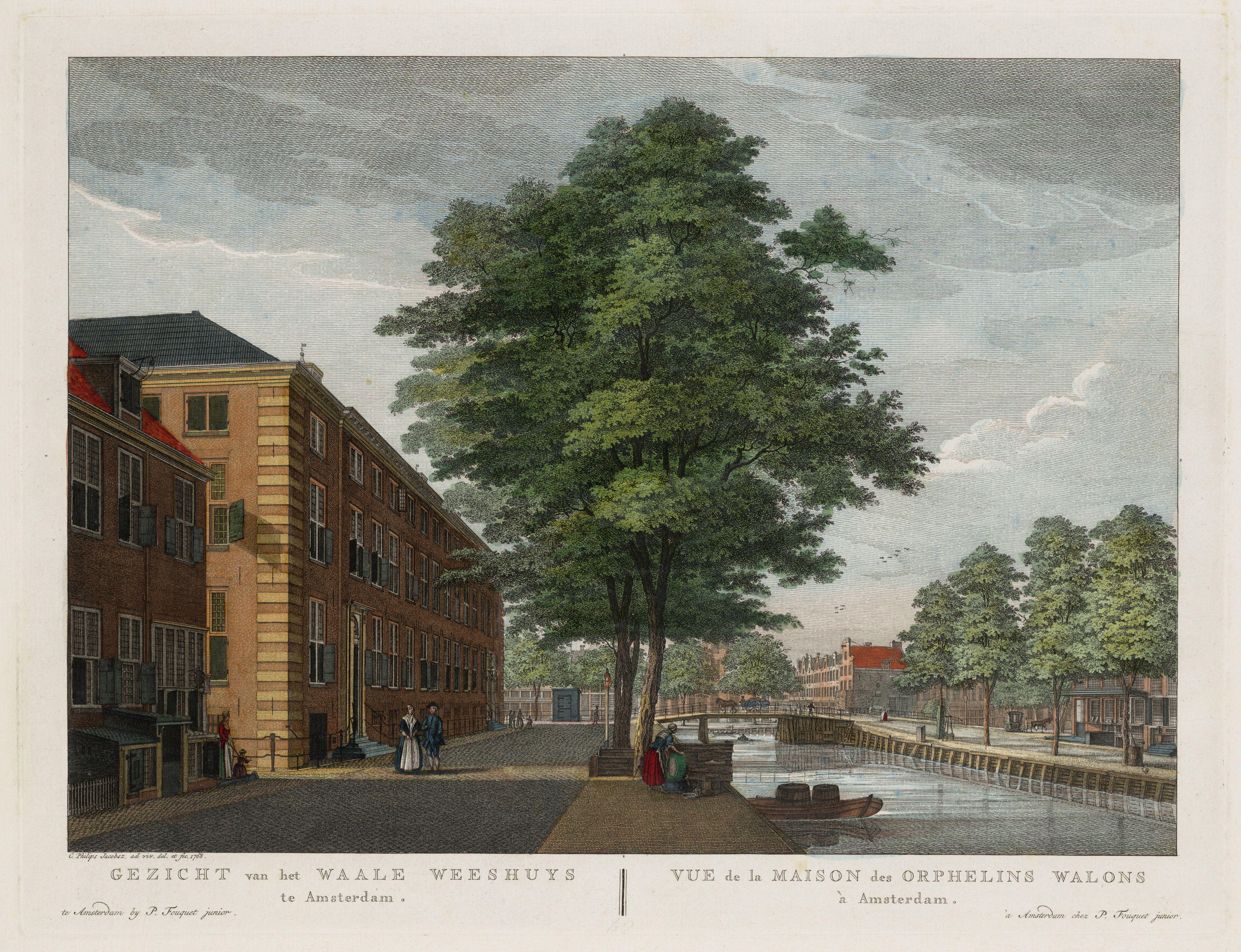
Het 'Waale Weeshuys' te Amsterdam aan de nog niet gedempte  Vijzelgracht, 1768